# IV liga polska w piłce nożnej (2025/2026)
Ten artykuł dotyczy trwającego lub niedawnego wydarzenia sportowego. Informacje w nim zamieszczone mogą się zmienić lub zdezaktualizować wraz z postępem zdarzenia. Początkowe doniesienia, wyniki lub statystyki mogą być niepewne. Ostatnie aktualizacje do tego artykułu mogą nie odzwierciedlać najbardziej aktualnych informacji.
IV liga 2025/2026 – 18. edycja rozgrywek piątego poziomu ligowego piłki nożnej mężczyzn w Polsce po reorganizacji lig w 2008. Startować w nich będą drużyny grające w 16 grupach systemem kołowym.

## Zasady spadki i awansów
IV liga jest szczeblem regionalnym, pośrednim między rozgrywkami grupowymi (III ligi) i okręgowymi (klasy okręgowej/V ligi).
Mistrzowie grup uzyskają awans do III ligi, natomiast wicemistrzowie grup rozegrają dwustopniowe baraże o awans. Spadać będą z kolei od 2 do 6 drużyn do odpowiedniej grupy klasy okręgowej (w woj. małopolskim, mazowieckim, śląskim i wielkopolskim do V ligi), przy czym liczba ta może zwiększyć się zależnie od liczby drużyn spadających z lig wyższych. Ponadto, w niektórych grupach zostaną zorganizowane baraże o utrzymanie na V szczeblu rozgrywkowym.

## Grupa I (dolnośląska)

### Drużyny
| Uczestnicy poprzedniej edycji                                                                                 | Uczestnicy poprzedniej edycji | Uczestnicy poprzedniej edycji | Uczestnicy poprzedniej edycji |
| --- | ----------------------------- | ----------------------------- | ----------------------------- |
| BRS | Barycz Sułów                  | 21                            |                               |
| BGA | Błyskawica Gać                | 3                             |                               |
| ŻMI | Piast Żmigród                 | 4                             |                               |
| ISK | Iskra Księginice              | 5                             |                               |
| PŚŚ | Polonia Środa Śląska          | 6                             |                               |
| GZŁ | Górnik Złotoryja              | 7                             |                               |
| MJO | Moto Jelcz Oława              | 8                             |                               |
| CH2 | Chrobry II Głogów             | 9                             |                               |
| LDZ | Lechia Dzierżoniów            | 10                            |                               |
| LUB | Łużyce Lubań                  | 11                            |                               |
| PRO | Prochowiczanka Prochowice     | 122                           |                               |
| PNR | Piast Nowa Ruda               | 133                           |                               |
| OZŚ | Orzeł Ząbkowice Śląskie       | 144                           |                               |
| Awans z klasy okręgowej 2024/2025                                                                             |                               |                               |                               |
| grupa Jelenia Góra                                                                                            |                               |                               |                               |
| TWŚ | Twardy Świętoszów             | 1                             |                               |
| grupa Legnica                                                                                                 |                               |                               |                               |
| BKŚ | Błękitni Kościelec            | 1                             |                               |
| grupa Wałbrzych                                                                                               |                               |                               |                               |
| GWB | Górnik Wałbrzych              | 1                             |                               |
| STR | AKS Strzegom                  | 25                            |                               |
| grupa Wrocław                                                                                                 |                               |                               |                               |
| MDL | GKS Mirków/Długołęka          | 1                             |                               |
| Oznaczenia: - kolumna pierwsza – skróty nazw drużyn, - kolumna trzecia – miejsce zajęte w poprzednim sezonie. |                               |                               |                               |

Objaśnienia:
1. Barycz Sułów przegrał baraże o awans do III ligi z Polonią Nysa.
2. Prochowiczanka Prochowice wygrała baraże o utrzymanie w IV lidze z Odrą Ścinawa.
3. Piast Nowa Ruda wygrał baraże o utrzymanie w IV lidze z Apisem Jędrzychowice.
4. Orzeł Ząbkowice Śląskie wygrał baraże o utrzymanie w IV lidze z Orłem Marszowice.
5. AKS Strzegom wygrał baraże o awans do IV ligi z Orłem Mysłakowice.

### Tabela
| Lp. | Drużyna                   | M | Z | R | P | Bramki | Bramki | Różn. | Pkt | Uwagi                     | Bezpośrednio |
| --- | ------------------------- | - | - | - | - | ------ | ------ | ----- | --- | ------------------------- | ------------ |
| 1   | Piast Nowa Ruda           | 0 | 0 | 0 | 0 | 0      | 0      | 0     | 0   | Awans do III ligi         |              |
| 2   | AKS Strzegom              | 0 | 0 | 0 | 0 | 0      | 0      | 0     | 0   | Baraże o III ligę         |              |
| 3   | Twardy Świętoszów         | 0 | 0 | 0 | 0 | 0      | 0      | 0     | 0   |                           |              |
| 4   | Górnik Wałbrzych          | 0 | 0 | 0 | 0 | 0      | 0      | 0     | 0   |                           |              |
| 5   | Błękitni Kościelec        | 0 | 0 | 0 | 0 | 0      | 0      | 0     | 0   |                           |              |
| 6   | GKS Mirków/Długołęka      | 0 | 0 | 0 | 0 | 0      | 0      | 0     | 0   |                           |              |
| 7   | Moto Jelcz Oława          | 0 | 0 | 0 | 0 | 0      | 0      | 0     | 0   |                           |              |
| 8   | Górnik Złotoryja          | 0 | 0 | 0 | 0 | 0      | 0      | 0     | 0   |                           |              |
| 9   | Łużyce Lubań              | 0 | 0 | 0 | 0 | 0      | 0      | 0     | 0   |                           |              |
| 10  | Błyskawica Gać            | 0 | 0 | 0 | 0 | 0      | 0      | 0     | 0   |                           |              |
| 11  | Barycz Sułów              | 0 | 0 | 0 | 0 | 0      | 0      | 0     | 0   |                           |              |
| 12  | Chrobry II Głogów         | 0 | 0 | 0 | 0 | 0      | 0      | 0     | 0   | Baraże o utrzymanie       |              |
| 13  | Piast Żmigród             | 0 | 0 | 0 | 0 | 0      | 0      | 0     | 0   | Baraże o utrzymanie       |              |
| 14  | Lechia Dzierżoniów        | 0 | 0 | 0 | 0 | 0      | 0      | 0     | 0   | Baraże o utrzymanie       |              |
| 15  | Orzeł Ząbkowice Śląskie   | 0 | 0 | 0 | 0 | 0      | 0      | 0     | 0   | Baraże o utrzymanie       |              |
| 16  | Prochowiczanka Prochowice | 0 | 0 | 0 | 0 | 0      | 0      | 0     | 0   | Spadek do klasy okręgowej |              |
| 17  | Polonia Środa Śląska      | 0 | 0 | 0 | 0 | 0      | 0      | 0     | 0   | Spadek do klasy okręgowej |              |
| 18  | Iskra Księginice          | 0 | 0 | 0 | 0 | 0      | 0      | 0     | 0   | Spadek do klasy okręgowej |              |

## Grupa II (kujawsko-pomorska)

### Drużyny
| Uczestnicy poprzedniej edycji                                                                                 | Uczestnicy poprzedniej edycji | Uczestnicy poprzedniej edycji | Uczestnicy poprzedniej edycji |
| --- | ----------------------------- | ----------------------------- | ----------------------------- |
| PGM | Pogoń Mogilno                 | 21                            |                               |
| USK | Unia Solec Kujawski           | 3                             |                               |
| CHE | Chemik Bydgoszcz              | 4                             |                               |
| UNW | Unia Wąbrzeźno                | 5                             |                               |
| WDW | Wisła Dobrzyń nad Wisłą       | 6                             |                               |
| CUI | Cuiavia Inowrocław            | 7                             |                               |
| SPB | Sparta Brodnica               | 8                             |                               |
| OAK | Orlęta Aleksandrów Kujawski   | 9                             |                               |
| NŁA | Noteć Łabiszyn                | 10                            |                               |
| MUS | Mustang Ostaszewo             | 11                            |                               |
| ŁBK | Łokietek Brześć Kujawski      | 12                            |                               |
| RYP | Lech Rypin                    | 13                            |                               |
| KOW | Kujawiak Kowal                | 14                            |                               |
| STP | Start Pruszcz                 | 15                            |                               |
| Awans z klasy okręgowej 2024/2025                                                                             |                               |                               |                               |
| grupa kujawsko-pomorska I                                                                                     |                               |                               |                               |
| VIC | Victoria Czernikowo           | 1                             |                               |
| GLKS | GLKS Dobrcz                   | 2                             |                               |
| grupa kujawsko-pomorska II                                                                                    |                               |                               |                               |
| UGN | Unia Gniewkowo                | 1                             |                               |
| PKO | Piast Kołodziejewo            | 2                             |                               |
| Oznaczenia: - kolumna pierwsza – skróty nazw drużyn, - kolumna trzecia – miejsce zajęte w poprzednim sezonie. |                               |                               |                               |

Objaśnienia:
1. Pogoń Mogilno przegrał baraże o awans do III ligi z Gromem Nowy Staw.

### Tabela
| Lp. | Drużyna                     | M | Z | R | P | Bramki | Bramki | Różn. | Pkt | Uwagi                     | Bezpośrednio |
| --- | --------------------------- | - | - | - | - | ------ | ------ | ----- | --- | ------------------------- | ------------ |
| 1   | Łokietek Brześć Kujawski    | 0 | 0 | 0 | 0 | 0      | 0      | 0     | 0   | Awans do III ligi         |              |
| 2   | Lech Rypin                  | 0 | 0 | 0 | 0 | 0      | 0      | 0     | 0   | Baraże o III ligę         |              |
| 3   | Chemik Bydgoszcz            | 0 | 0 | 0 | 0 | 0      | 0      | 0     | 0   |                           |              |
| 4   | Kujawiak Kowal              | 0 | 0 | 0 | 0 | 0      | 0      | 0     | 0   |                           |              |
| 5   | Start Pruszcz               | 0 | 0 | 0 | 0 | 0      | 0      | 0     | 0   |                           |              |
| 6   | Victoria Czernikowo         | 0 | 0 | 0 | 0 | 0      | 0      | 0     | 0   |                           |              |
| 7   | Unia Gniewkowo              | 0 | 0 | 0 | 0 | 0      | 0      | 0     | 0   |                           |              |
| 8   | Piast Kołodziejewo          | 0 | 0 | 0 | 0 | 0      | 0      | 0     | 0   |                           |              |
| 9   | Pogoń Mogilno               | 0 | 0 | 0 | 0 | 0      | 0      | 0     | 0   |                           |              |
| 10  | Unia Solec Kujawski         | 0 | 0 | 0 | 0 | 0      | 0      | 0     | 0   |                           |              |
| 11  | Unia Wąbrzeźno              | 0 | 0 | 0 | 0 | 0      | 0      | 0     | 0   |                           |              |
| 12  | Wisła Dobrzyń nad Wisłą     | 0 | 0 | 0 | 0 | 0      | 0      | 0     | 0   |                           |              |
| 13  | Cuiavia Inowrocław          | 0 | 0 | 0 | 0 | 0      | 0      | 0     | 0   |                           |              |
| 14  | Sparta Brodnica             | 0 | 0 | 0 | 0 | 0      | 0      | 0     | 0   |                           |              |
| 15  | Orlęta Aleksandrów Kujawski | 0 | 0 | 0 | 0 | 0      | 0      | 0     | 0   |                           |              |
| 16  | Noteć Łabiszyn              | 0 | 0 | 0 | 0 | 0      | 0      | 0     | 0   | Spadek do klasy okręgowej |              |
| 17  | Mustang Ostaszewo           | 0 | 0 | 0 | 0 | 0      | 0      | 0     | 0   | Spadek do klasy okręgowej |              |
| 18  | GLKS Dobrcz                 | 0 | 0 | 0 | 0 | 0      | 0      | 0     | 0   | Spadek do klasy okręgowej |              |

## Grupa III (lubelska)

### Drużyny
| Uczestnicy poprzedniej edycji                                                                                 | Uczestnicy poprzedniej edycji | Uczestnicy poprzedniej edycji | Uczestnicy poprzedniej edycji |
| --- | ----------------------------- | ----------------------------- | ----------------------------- |
| LUB | Lublinianka Lublin            | 21                            |                               |
| TTL | Tomasovia Tomaszów Lubelski   | 3                             |                               |
| BIŁ | Łada 1945 Biłgoraj            | 4                             |                               |
| ORP | Orlęta Radzyń Podlaski        | 5                             |                               |
| HET | Hetman Zamość                 | 6                             |                               |
| JAL | Janowianka Janów Lubelski     | 7                             |                               |
| SKR | Start Krasnystaw              | 8                             |                               |
| MO2 | Motor II Lublin               | 9                             |                               |
| GBY | Granit Bychawa                | 10                            |                               |
| HMI | Huragan Międzyrzec Podlaski   | 11                            |                               |
| Spadek z III ligi 2024/2025                                                                                   |                               |                               |                               |
| grupa IV |                               |                               |                               |
| LLU | Lewart Lubartów               | 17                            |                               |
| Awans z klasy okręgowej 2024/2025                                                                             |                               |                               |                               |
| grupa Biała Podlaska                                                                                          |                               |                               |                               |
| ORŁ | Orlęta Łuków                  | 2                             |                               |
| grupa Chełm                                                                                                   |                               |                               |                               |
| BHA | Bug Hanna                     | 1                             |                               |
| grupa Lublin                                                                                                  |                               |                               |                               |
| TMI | Tur Milejów                   | 1                             |                               |
| RYK | MKS Ryki                      | 23                            |                               |
| grupa Zamość                                                                                                  |                               |                               |                               |
| TMS | Tanew Majdan Stary            | 1                             |                               |
| Oznaczenia: - kolumna pierwsza – skróty nazw drużyn, - kolumna trzecia – miejsce zajęte w poprzednim sezonie. |                               |                               |                               |

Objaśnienia:
1. Lublinianka Lublin przegrała baraże o awans do III ligi z Naprzodem Jędrzejów.
2. Lutnia Piszczac (mistrz bialskiej klasy okręgowej) zrezygnowała z awansu do IV ligi, w związku z czym awansował wicemistrz – Orlęta Łuków[1].
3. MKS Ryki wygrał dwustopniowe baraże o awans do IV ligi.

### Tabela
| Lp. | Drużyna                     | M | Z | R | P | Bramki | Bramki | Różn. | Pkt | Uwagi                     | Bezpośrednio |
| --- | --------------------------- | - | - | - | - | ------ | ------ | ----- | --- | ------------------------- | ------------ |
| 1   | Tur Milejów                 | 0 | 0 | 0 | 0 | 0      | 0      | 0     | 0   | Awans do III ligi         |              |
| 2   | Start Krasnystaw            | 0 | 0 | 0 | 0 | 0      | 0      | 0     | 0   | Baraże o III ligę         |              |
| 3   | Motor II Lublin             | 0 | 0 | 0 | 0 | 0      | 0      | 0     | 0   |                           |              |
| 4   | MKS Ryki                    | 0 | 0 | 0 | 0 | 0      | 0      | 0     | 0   |                           |              |
| 5   | Tomasovia Tomaszów Lubelski | 0 | 0 | 0 | 0 | 0      | 0      | 0     | 0   |                           |              |
| 6   | Janowianka Janów Lubelski   | 0 | 0 | 0 | 0 | 0      | 0      | 0     | 0   |                           |              |
| 7   | Orlęta Radzyń Podlaski      | 0 | 0 | 0 | 0 | 0      | 0      | 0     | 0   |                           |              |
| 8   | Orlęta Łuków                | 0 | 0 | 0 | 0 | 0      | 0      | 0     | 0   |                           |              |
| 9   | Hetman Zamość               | 0 | 0 | 0 | 0 | 0      | 0      | 0     | 0   |                           |              |
| 10  | Huragan Międzyrzec Podlaski | 0 | 0 | 0 | 0 | 0      | 0      | 0     | 0   |                           |              |
| 11  | Bug Hanna                   | 0 | 0 | 0 | 0 | 0      | 0      | 0     | 0   |                           |              |
| 12  | Lublinianka Lublin          | 0 | 0 | 0 | 0 | 0      | 0      | 0     | 0   |                           |              |
| 13  | Łada 1945 Biłgoraj          | 0 | 0 | 0 | 0 | 0      | 0      | 0     | 0   |                           |              |
| 14  | Lewart Lubartów             | 0 | 0 | 0 | 0 | 0      | 0      | 0     | 0   | Spadek do klasy okręgowej |              |
| 15  | Tanew Majdan Stary          | 0 | 0 | 0 | 0 | 0      | 0      | 0     | 0   | Spadek do klasy okręgowej |              |
| 16  | Granit Bychawa              | 0 | 0 | 0 | 0 | 0      | 0      | 0     | 0   | Spadek do klasy okręgowej |              |

## Grupa IV (lubuska)

### Drużyny
| Uczestnicy poprzedniej edycji                                                                                 | Uczestnicy poprzedniej edycji | Uczestnicy poprzedniej edycji | Uczestnicy poprzedniej edycji |
| --- | ----------------------------- | ----------------------------- | ----------------------------- |
| ZBĄ | Syrena Zbąszynek              | 21                            |                               |
| SKW | Pogoń Skwierzyna              | 3                             |                               |
| LZ2 | Lechia II Zielona Góra        | 4                             |                               |
| ONI | Odra Nietków                  | 5                             |                               |
| DOZ | Dozamet Nowa Sól              | 6                             |                               |
| POG | Pogoń Świebodzin              | 7                             |                               |
| ILR | Ilanka Rzepin                 | 9                             |                               |
| SPR | Sprotavia Szprotawa           | 10                            |                               |
| CŻA | Czarni Żagań                  | 11                            |                               |
| VSZ | Victoria Szczaniec            | 12                            |                               |
| SSU | Stal Sulęcin                  | 132                           |                               |
| Spadek z III ligi 2024/2025                                                                                   |                               |                               |                               |
| grupa III |                               |                               |                               |
| STI | Stilon Gorzów Wielkopolski    | 132                           |                               |
| BOD | Odra Bytom Odrzański          | 15                            |                               |
| PSŁ | Polonia Słubice               | 18                            |                               |
| Awans z klasy okręgowej 2024/2025                                                                             |                               |                               |                               |
| grupa Gorzów Wielkopolski                                                                                     |                               |                               |                               |
| RRÓ | Róża Różanki                  | 1                             |                               |
| ŁSK | Łucznik Strzelce Krajeńskie   | 2                             |                               |
| grupa Zielona Góra                                                                                            |                               |                               |                               |
| ZMS | Zorza Mostki                  | 1                             |                               |
| PIŁ | KP Piast Iłowa                | 2                             |                               |
| Oznaczenia: - kolumna pierwsza – skróty nazw drużyn, - kolumna trzecia – miejsce zajęte w poprzednim sezonie. |                               |                               |                               |

Objaśnienia:
1. Syrena Zbąszynek przegrała baraże o awans do III ligi z Polonią Nysa.
2. Ze względu na spadek Stilonu Gorzów Wielkopolski do IV ligi, ich rezerwy zostały automatycznie zdegradowane do klasy okręgowej, w związku z czym dodatkowo utrzymał się Stal Sulęcin.

### Tabela
| Lp. | Drużyna                       | M | Z | R | P | Bramki | Bramki | Różn. | Pkt | Uwagi                     | Bezpośrednio |
| --- | ----------------------------- | - | - | - | - | ------ | ------ | ----- | --- | ------------------------- | ------------ |
| 1   | KP Piast Iłowa                | 0 | 0 | 0 | 0 | 0      | 0      | 0     | 0   | Awans do III ligi         |              |
| 2   | Zorza Mostki                  | 0 | 0 | 0 | 0 | 0      | 0      | 0     | 0   | Baraże o III ligę         |              |
| 3   | Pogoń Świebodzin              | 0 | 0 | 0 | 0 | 0      | 0      | 0     | 0   |                           |              |
| 4   | KS Stilon Gorzów Wielkopolski | 0 | 0 | 0 | 0 | 0      | 0      | 0     | 0   |                           |              |
| 5   | Dozamet Nowa Sól              | 0 | 0 | 0 | 0 | 0      | 0      | 0     | 0   |                           |              |
| 6   | Odra Bytom Odrzański          | 0 | 0 | 0 | 0 | 0      | 0      | 0     | 0   |                           |              |
| 7   | Róża Różanki                  | 0 | 0 | 0 | 0 | 0      | 0      | 0     | 0   |                           |              |
| 8   | Łucznik Strzelce Krajeńskie   | 0 | 0 | 0 | 0 | 0      | 0      | 0     | 0   |                           |              |
| 9   | Victoria Szczaniec            | 0 | 0 | 0 | 0 | 0      | 0      | 0     | 0   |                           |              |
| 10  | Polonia Słubice               | 0 | 0 | 0 | 0 | 0      | 0      | 0     | 0   |                           |              |
| 11  | Sprotavia Szprotawa           | 0 | 0 | 0 | 0 | 0      | 0      | 0     | 0   |                           |              |
| 12  | Lechia II Zielona Góra        | 0 | 0 | 0 | 0 | 0      | 0      | 0     | 0   |                           |              |
| 13  | Syrena Zbąszynek              | 0 | 0 | 0 | 0 | 0      | 0      | 0     | 0   |                           |              |
| 14  | Pogoń Skwierzyna              | 0 | 0 | 0 | 0 | 0      | 0      | 0     | 0   |                           |              |
| 15  | Ilanka Rzepin                 | 0 | 0 | 0 | 0 | 0      | 0      | 0     | 0   |                           |              |
| 16  | Odra Nietków                  | 0 | 0 | 0 | 0 | 0      | 0      | 0     | 0   | Spadek do klasy okręgowej |              |
| 17  | Czarni Żagań                  | 0 | 0 | 0 | 0 | 0      | 0      | 0     | 0   | Spadek do klasy okręgowej |              |
| 18  | Stal Sulęcin                  | 0 | 0 | 0 | 0 | 0      | 0      | 0     | 0   | Spadek do klasy okręgowej |              |

## Grupa V (łódzka)

### Drużyny
| Uczestnicy poprzedniej edycji                                                                                 | Uczestnicy poprzedniej edycji | Uczestnicy poprzedniej edycji | Uczestnicy poprzedniej edycji |
| --- | ----------------------------- | ----------------------------- | ----------------------------- |
| RKS | RKS Radomsko                  | 21                            |                               |
| AKS | AKS SMS Łódź                  | 3                             |                               |
| OMG | Omega Kleszczów               | 4                             |                               |
| STR | Zjednoczeni Stryków           | 5                             |                               |
| ŁK3 | ŁKS III Łódź                  | 6                             |                               |
| CER | Ceramika Opoczno              | 7                             |                               |
| PPT | Polonia Piotrków Trybunalski  | 8                             |                               |
| ORB | Orkan Buczek                  | 9                             |                               |
| POD | Ner Poddębice                 | 10                            |                               |
| ZWY | Zryw Wygoda                   | 11                            |                               |
| KUT | KS Kutno                      | 12                            |                               |
| Spadek z III ligi 2024/2025                                                                                   |                               |                               |                               |
| grupa I |                               |                               |                               |
| PEL | Pelikan Łowicz                | 17                            |                               |
| SOK | Sokół Aleksandrów Łódzki      | 18                            |                               |
| Awans z klasy okręgowej 2024/2025                                                                             |                               |                               |                               |
| grupa Łódź |                               |                               |                               |
| BZG | Boruta Zgierz                 | 1                             |                               |
| STA | Stal Głowno                   | 2                             |                               |
| grupa Piotrków Trybunalski                                                                                    |                               |                               |                               |
| STN | Stal Niewiadów                | 1                             |                               |
| grupa Sieradz                                                                                                 |                               |                               |                               |
| KŁA | Korab Łask                    | 1                             |                               |
| grupa Skierniewice                                                                                            |                               |                               |                               |
| MRM | Mazovia Rawa Mazowiecka       | 1                             |                               |
| Oznaczenia: - kolumna pierwsza – skróty nazw drużyn, - kolumna trzecia – miejsce zajęte w poprzednim sezonie. |                               |                               |                               |

Objaśnienia:
1. RKS Radomsko przegrał baraże o awans do III ligi z Ząbkovią Ząbki.
2. Stal Głowno wygrał dwustopniowe baraże o awans do IV ligi.

### Tabela
| Lp. | Drużyna                      | M | Z | R | P | Bramki | Bramki | Różn. | Pkt | Uwagi                     | Bezpośrednio |
| --- | ---------------------------- | - | - | - | - | ------ | ------ | ----- | --- | ------------------------- | ------------ |
| 1   | Zjednoczeni Stryków          | 0 | 0 | 0 | 0 | 0      | 0      | 0     | 0   | Awans do III ligi         |              |
| 2   | Zryw Wygoda                  | 0 | 0 | 0 | 0 | 0      | 0      | 0     | 0   | Baraże o III ligę         |              |
| 3   | Stal Głowno                  | 0 | 0 | 0 | 0 | 0      | 0      | 0     | 0   |                           |              |
| 4   | RKS Radomsko                 | 0 | 0 | 0 | 0 | 0      | 0      | 0     | 0   |                           |              |
| 5   | ŁKS III Łódź                 | 0 | 0 | 0 | 0 | 0      | 0      | 0     | 0   |                           |              |
| 6   | Boruta Zgierz                | 0 | 0 | 0 | 0 | 0      | 0      | 0     | 0   |                           |              |
| 7   | Stal Niewiadów               | 0 | 0 | 0 | 0 | 0      | 0      | 0     | 0   |                           |              |
| 8   | Korab Łask                   | 0 | 0 | 0 | 0 | 0      | 0      | 0     | 0   |                           |              |
| 9   | Ceramika Opoczno             | 0 | 0 | 0 | 0 | 0      | 0      | 0     | 0   |                           |              |
| 10  | Mazovia Rawa Mazowiecka      | 0 | 0 | 0 | 0 | 0      | 0      | 0     | 0   |                           |              |
| 11  | Orkan Buczek                 | 0 | 0 | 0 | 0 | 0      | 0      | 0     | 0   |                           |              |
| 12  | Ner Poddębice                | 0 | 0 | 0 | 0 | 0      | 0      | 0     | 0   |                           |              |
| 13  | Omega Kleszczów              | 0 | 0 | 0 | 0 | 0      | 0      | 0     | 0   |                           |              |
| 14  | AKS SMS Łódź                 | 0 | 0 | 0 | 0 | 0      | 0      | 0     | 0   |                           |              |
| 15  | Sokół Aleksandrów Łódzki     | 0 | 0 | 0 | 0 | 0      | 0      | 0     | 0   |                           |              |
| 16  | Pelikan Łowicz               | 0 | 0 | 0 | 0 | 0      | 0      | 0     | 0   | Spadek do klasy okręgowej |              |
| 17  | Polonia Piotrków Trybunalski | 0 | 0 | 0 | 0 | 0      | 0      | 0     | 0   | Spadek do klasy okręgowej |              |
| 18  | KS Kutno                     | 0 | 0 | 0 | 0 | 0      | 0      | 0     | 0   | Spadek do klasy okręgowej |              |

## Grupa VI (małopolska)

### Drużyny
| Uczestnicy poprzedniej edycji                                                                                 | Uczestnicy poprzedniej edycji     | Uczestnicy poprzedniej edycji | Uczestnicy poprzedniej edycji |
| --- | --------------------------------- | ----------------------------- | ----------------------------- |
| GOR | Glinik Gorlice                    | 21                            |                               |
| ORY | Orzeł Ryczów                      | 3                             |                               |
| BES | Beskid Andrychów                  | 5                             |                               |
| KZE | Kalwarianka Kalwaria Zebrzydowska | 6                             |                               |
| WI2 | Wieczysta II Kraków               | 7                             |                               |
| DAL | Dalin Myślenice                   | 8                             |                               |
| PMU | Poprad Muszyna                    | 9                             |                               |
| LIM | Limanovia Limanowa                | 10                            |                               |
| MAN | Lubań Maniowy                     | 11                            |                               |
| BOC | Bocheński KS                      | 12                            |                               |
| TRZ | MKS Trzebinia                     | 13                            |                               |
| BTA | Watra Białka Tatrzańska           | 14                            |                               |
| PCI | Pcimianka Pcim                    | 152                           |                               |
| Spadek z III ligi 2024/2025                                                                                   |                                   |                               |                               |
| grupa IV |                                   |                               |                               |
| UNT | Unia Tarnów                       | 18                            |                               |
| Awans z V ligi 2024/2025                                                                                      |                                   |                               |                               |
| grupa małopolska wschodnia                                                                                    |                                   |                               |                               |
| OKO | Okocimski KS Brzesko              | 1                             |                               |
| MTA | Metal Tarnów                      | 2                             |                               |
| grupa małopolska zachodnia                                                                                    |                                   |                               |                               |
| GAR | Garbarnia Kraków                  | 1                             |                               |
| HU2 | Hutnik II Kraków                  | 2                             |                               |
| Oznaczenia: - kolumna pierwsza – skróty nazw drużyn, - kolumna trzecia – miejsce zajęte w poprzednim sezonie. |                                   |                               |                               |

| Uczestnicy dołączeni do ligi | Uczestnicy dołączeni do ligi | Uczestnicy dołączeni do ligi |
| ---------------------------- | ---------------------------- | ---------------------------- |
| PN2                          | Puszcza II Niepołomice       | -3                           |

Objaśnienia:
1. Glinik Gorlice przegrał baraże o awans do III ligi z Naprzodem Jędrzejów.
2. LKS Jawiszowice wycofał się po zakończeniu poprzedniego sezonu, przez co w lidze utrzymała się Pcimianka Pcim[2][3].
3. Puszcza II Niepołomice została dokooptowana do rozgrywek[3].

### Tabela
| Lp. | Drużyna                           | M | Z | R | P | Bramki | Bramki | Różn. | Pkt | Uwagi             | Bezpośrednio |
| --- | --------------------------------- | - | - | - | - | ------ | ------ | ----- | --- | ----------------- | ------------ |
| 1   | Poprad Muszyna                    | 0 | 0 | 0 | 0 | 0      | 0      | 0     | 0   | Awans do III ligi |              |
| 2   | Dalin Myślenice                   | 0 | 0 | 0 | 0 | 0      | 0      | 0     | 0   | Baraże o III ligę |              |
| 3   | Orzeł Ryczów                      | 0 | 0 | 0 | 0 | 0      | 0      | 0     | 0   |                   |              |
| 4   | Watra Białka Tatrzańska           | 0 | 0 | 0 | 0 | 0      | 0      | 0     | 0   |                   |              |
| 5   | Lubań Maniowy                     | 0 | 0 | 0 | 0 | 0      | 0      | 0     | 0   |                   |              |
| 6   | Garbarnia Kraków                  | 0 | 0 | 0 | 0 | 0      | 0      | 0     | 0   |                   |              |
| 7   | Metal Tarnów                      | 0 | 0 | 0 | 0 | 0      | 0      | 0     | 0   |                   |              |
| 8   | Wieczysta II Kraków               | 0 | 0 | 0 | 0 | 0      | 0      | 0     | 0   |                   |              |
| 9   | Unia Tarnów                       | 0 | 0 | 0 | 0 | 0      | 0      | 0     | 0   |                   |              |
| 10  | Limanovia Limanowa                | 0 | 0 | 0 | 0 | 0      | 0      | 0     | 0   |                   |              |
| 11  | Pcimianka Pcim                    | 0 | 0 | 0 | 0 | 0      | 0      | 0     | 0   |                   |              |
| 12  | Kalwarianka Kalwaria Zebrzydowska | 0 | 0 | 0 | 0 | 0      | 0      | 0     | 0   |                   |              |
| 13  | Hutnik II Kraków                  | 0 | 0 | 0 | 0 | 0      | 0      | 0     | 0   |                   |              |
| 14  | Bocheński KS                      | 0 | 0 | 0 | 0 | 0      | 0      | 0     | 0   |                   |              |
| 15  | Okocimski KS Brzesko              | 0 | 0 | 0 | 0 | 0      | 0      | 0     | 0   |                   |              |
| 16  | Glinik Gorlice                    | 0 | 0 | 0 | 0 | 0      | 0      | 0     | 0   | Spadek do V ligi  |              |
| 17  | Puszcza II Niepołomice            | 0 | 0 | 0 | 0 | 0      | 0      | 0     | 0   | Spadek do V ligi  |              |
| 18  | Beskid Andrychów                  | 0 | 0 | 0 | 0 | 0      | 0      | 0     | 0   | Spadek do V ligi  |              |
| 19  | MKS Trzebinia                     | 0 | 0 | 0 | 0 | 0      | 0      | 0     | 0   | Spadek do V ligi  |              |

## Grupa VII (mazowiecka)

### Drużyny
| Uczestnicy poprzedniej edycji                                                                                 | Uczestnicy poprzedniej edycji | Uczestnicy poprzedniej edycji | Uczestnicy poprzedniej edycji |
| --- | ----------------------------- | ----------------------------- | ----------------------------- |
| MMM | Mazovia Mińsk Mazowiecki      | 3                             |                               |
| KTS | KTS Weszło                    | 4                             |                               |
| HUT | Hutnik Warszawa               | 5                             |                               |
| URS | Ursus Warszawa                | 6                             |                               |
| LGO | Legionovia Legionowo          | 7                             |                               |
| TWA | Talent Warszawa               | 8                             |                               |
| MPR | MKS Przasnysz                 | 9                             |                               |
| MSZ | Mszczonowianka Mszczonów      | 10                            |                               |
| PRZ | Oskar Przysucha               | 11                            |                               |
| MMA | Makowianka Maków Mazowiecki   | 12                            |                               |
| GAR | Wilga Garwolin                | 13                            |                               |
| PIA | MKS Piaseczno                 | 14                            |                               |
| BBL | Błonianka Błonie              | 15                            |                               |
| Spadek z III ligi 2024/2025                                                                                   |                               |                               |                               |
| grupa I |                               |                               |                               |
| SUL | Victoria Sulejówek            | 15                            |                               |
| Awans z V ligi 2024/2025                                                                                      |                               |                               |                               |
| grupa mazowiecka I                                                                                            |                               |                               |                               |
| ŁOM | KS Łomianki                   | 1                             |                               |
| MMA | Marcovia Marki                | 2                             |                               |
| grupa mazowiecka II                                                                                           |                               |                               |                               |
| MAZ | Mazur Karczew                 | 1                             |                               |
| OŻA | Ożarowianka Ożarów Mazowiecki | 2                             |                               |
| Oznaczenia: - kolumna pierwsza – skróty nazw drużyn, - kolumna trzecia – miejsce zajęte w poprzednim sezonie. |                               |                               |                               |

### Tabela
| Lp. | Drużyna                       | M | Z | R | P | Bramki | Bramki | Różn. | Pkt | Uwagi             | Bezpośrednio |
| --- | ----------------------------- | - | - | - | - | ------ | ------ | ----- | --- | ----------------- | ------------ |
| 1   | KS Łomianki                   | 0 | 0 | 0 | 0 | 0      | 0      | 0     | 0   | Awans do III ligi |              |
| 2   | KTS Weszło                    | 0 | 0 | 0 | 0 | 0      | 0      | 0     | 0   | Baraże o III ligę |              |
| 3   | Talent Warszawa               | 0 | 0 | 0 | 0 | 0      | 0      | 0     | 0   |                   |              |
| 4   | Makowianka Maków Mazowiecki   | 0 | 0 | 0 | 0 | 0      | 0      | 0     | 0   |                   |              |
| 5   | MKS Piaseczno                 | 0 | 0 | 0 | 0 | 0      | 0      | 0     | 0   |                   |              |
| 6   | Mszczonowianka Mszczonów      | 0 | 0 | 0 | 0 | 0      | 0      | 0     | 0   |                   |              |
| 7   | Victoria Sulejówek            | 0 | 0 | 0 | 0 | 0      | 0      | 0     | 0   |                   |              |
| 8   | MKS Przasnysz                 | 0 | 0 | 0 | 0 | 0      | 0      | 0     | 0   |                   |              |
| 9   | Wilga Garwolin                | 0 | 0 | 0 | 0 | 0      | 0      | 0     | 0   |                   |              |
| 10  | Mazur Karczew                 | 0 | 0 | 0 | 0 | 0      | 0      | 0     | 0   |                   |              |
| 11  | Hutnik Warszawa               | 0 | 0 | 0 | 0 | 0      | 0      | 0     | 0   |                   |              |
| 12  | Oskar Przysucha               | 0 | 0 | 0 | 0 | 0      | 0      | 0     | 0   |                   |              |
| 13  | Marcovia Marki                | 0 | 0 | 0 | 0 | 0      | 0      | 0     | 0   |                   |              |
| 14  | Błonianka Błonie              | 0 | 0 | 0 | 0 | 0      | 0      | 0     | 0   |                   |              |
| 15  | Mazovia Mińsk Mazowiecki      | 0 | 0 | 0 | 0 | 0      | 0      | 0     | 0   |                   |              |
| 16  | Ożarowianka Ożarów Mazowiecki | 0 | 0 | 0 | 0 | 0      | 0      | 0     | 0   |                   |              |
| 17  | Legionovia Legionowo          | 0 | 0 | 0 | 0 | 0      | 0      | 0     | 0   | Spadek do V ligi  |              |
| 18  | Ursus Warszawa                | 0 | 0 | 0 | 0 | 0      | 0      | 0     | 0   | Spadek do V ligi  |              |

## Grupa VIII (opolska)

### Drużyny
| Uczestnicy poprzedniej edycji                                                                                 | Uczestnicy poprzedniej edycji | Uczestnicy poprzedniej edycji | Uczestnicy poprzedniej edycji |
| --- | ----------------------------- | ----------------------------- | ----------------------------- |
| RZD | Ruch Zdzieszowice             | 3                             |                               |
| MAŁ | Małapanew Ozimek              | 4                             |                               |
| OD2 | Odra II Opole                 | 5                             |                               |
| FGŁ | Fortuna Głogówek              | 6                             |                               |
| STA | LZS Starościn                 | 8                             |                               |
| ŁUB | Śląsk Łubniany                | 9                             |                               |
| LWA | LZS Walce                     | 10                            |                               |
| PWI | Porawie Większyce             | 11                            |                               |
| PKA | Polonia Karłowice             | 13                            |                               |
| POP | Piast Strzelce Opolskie       | 14                            |                               |
| Spadek z III ligi 2024/2025                                                                                   |                               |                               |                               |
| grupa III |                               |                               |                               |
| STB | Stal Brzeg                    | 17                            |                               |
| Awans z klasy okręgowej 2024/2025                                                                             |                               |                               |                               |
| grupa opolska I                                                                                               |                               |                               |                               |
| NAM | Start Namysłów                | 1                             |                               |
| OLE | OKS Olesno                    | 21                            |                               |
| grupa opolska II                                                                                              |                               |                               |                               |
| LDO | LZS Domaszkowice              | 1                             |                               |
| Oznaczenia: - kolumna pierwsza – skróty nazw drużyn, - kolumna trzecia – miejsce zajęte w poprzednim sezonie. |                               |                               |                               |

Objaśnienia:
1. OKS Olesno wygrał baraże o awans do IV ligi z MKS-em Gogolin.

### Tabela
| Lp. | Drużyna                 | M | Z | R | P | Bramki | Bramki | Różn. | Pkt | Uwagi                     | Bezpośrednio |
| --- | ----------------------- | - | - | - | - | ------ | ------ | ----- | --- | ------------------------- | ------------ |
| 1   | Start Namysłów          | 0 | 0 | 0 | 0 | 0      | 0      | 0     | 0   | Awans do III ligi         |              |
| 2   | OKS Olesno              | 0 | 0 | 0 | 0 | 0      | 0      | 0     | 0   | Baraże o III ligę         |              |
| 3   | Małapanew Ozimek        | 0 | 0 | 0 | 0 | 0      | 0      | 0     | 0   |                           |              |
| 4   | Odra II Opole           | 0 | 0 | 0 | 0 | 0      | 0      | 0     | 0   |                           |              |
| 5   | LZS Domaszkowice        | 0 | 0 | 0 | 0 | 0      | 0      | 0     | 0   |                           |              |
| 6   | Śląsk Łubniany          | 0 | 0 | 0 | 0 | 0      | 0      | 0     | 0   |                           |              |
| 7   | Polonia Karłowice       | 0 | 0 | 0 | 0 | 0      | 0      | 0     | 0   |                           |              |
| 8   | Porawie Większyce       | 0 | 0 | 0 | 0 | 0      | 0      | 0     | 0   |                           |              |
| 9   | Ruch Zdzieszowice       | 0 | 0 | 0 | 0 | 0      | 0      | 0     | 0   |                           |              |
| 10  | Piast Strzelce Opolskie | 0 | 0 | 0 | 0 | 0      | 0      | 0     | 0   |                           |              |
| 11  | LZS Walce               | 0 | 0 | 0 | 0 | 0      | 0      | 0     | 0   |                           |              |
| 12  | Stal Brzeg              | 0 | 0 | 0 | 0 | 0      | 0      | 0     | 0   |                           |              |
| 13  | LZS Starościn           | 0 | 0 | 0 | 0 | 0      | 0      | 0     | 0   | Spadek do klasy okręgowej |              |
| 14  | Fortuna Głogówek        | 0 | 0 | 0 | 0 | 0      | 0      | 0     | 0   | Spadek do klasy okręgowej |              |

## Grupa IX (podkarpacka)

### Drużyny
| Uczestnicy poprzedniej edycji                                                                                 | Uczestnicy poprzedniej edycji | Uczestnicy poprzedniej edycji | Uczestnicy poprzedniej edycji |
| --- | ----------------------------- | ----------------------------- | ----------------------------- |
| JKS | JKS Jarosław                  | 21                            |                               |
| IGL | Igloopol Dębica               | 3                             |                               |
| IZO | Izolator Boguchwała           | 4                             |                               |
| ESA | Geo-Eko Ekoball Stal Sanok    | 5                             |                               |
| KAR | Karpaty Krosno                | 6                             |                               |
| NOW | Cosmos Nowotaniec             | 7                             |                               |
| WWI | Wisłok Wiśniowa               | 8                             |                               |
| ŁAŃ | Stal Łańcut                   | 9                             |                               |
| NIS | Sokół Nisko                   | 10                            |                               |
| PIL | Legion Pilzno                 | 11                            |                               |
| CJA | Czarni 1910 Jasło             | 12                            |                               |
| Spadek z III ligi 2024/2025                                                                                   |                               |                               |                               |
| grupa IV |                               |                               |                               |
| WIA | KS Wiązownica                 | 162                           |                               |
| Awans z klasy okręgowej 2024/2025                                                                             |                               |                               |                               |
| grupa Dębica                                                                                                  |                               |                               |                               |
| ROP | Błękitni Ropczyce             | 1                             |                               |
| grupa Jarosław                                                                                                |                               |                               |                               |
| POP | Polonia Przemyśl              | 2                             |                               |
| grupa Krosno                                                                                                  |                               |                               |                               |
| LCZ | LKS Czeluśnica                | 23                            |                               |
| grupa Rzeszów                                                                                                 |                               |                               |                               |
| BBŁ | Błażowianka Błażowa           | 1                             |                               |
| grupa Stalowa Wola                                                                                            |                               |                               |                               |
| ROP | Błękitni Ropczyce             | 1                             |                               |
| SGO | Stal Gorzyce                  | 24                            |                               |
| Oznaczenia: - kolumna pierwsza – skróty nazw drużyn, - kolumna trzecia – miejsce zajęte w poprzednim sezonie. |                               |                               |                               |

Objaśnienia:
1. JKS Jarosław przegrał baraże o awans do III ligi z Glinikiem Gorlice.
2. Wisłoczanka Tryńcza (mistrz jarosławskiej grupy klasy okręgowej) nie mógł awansować do IV ligi jako drużyna rezerw KS-u Wiązownica, w związku z czym awans bez konieczności gry w barażach otrzymała Polonia Przemyśl[4].
3. Partyzant Targowiska zrezygnował z awansu do IV ligi, w związku z czym awans bez konieczności gry barażu otrzymała Błażowianka Błażowa[4].
4. Stal Gorzyce wygrał dwustopniowe baraże o awans do IV ligi.

### Tabela
| Lp. | Drużyna                    | M | Z | R | P | Bramki | Bramki | Różn. | Pkt | Uwagi                     | Bezpośrednio |
| --- | -------------------------- | - | - | - | - | ------ | ------ | ----- | --- | ------------------------- | ------------ |
| 1   | Stal Gorzyce               | 0 | 0 | 0 | 0 | 0      | 0      | 0     | 0   | Awans do III ligi         |              |
| 2   | Błażowianka Błażowa        | 0 | 0 | 0 | 0 | 0      | 0      | 0     | 0   | Baraże o III ligę         |              |
| 3   | Polonia Przemyśl           | 0 | 0 | 0 | 0 | 0      | 0      | 0     | 0   |                           |              |
| 4   | Izolator Boguchwała        | 0 | 0 | 0 | 0 | 0      | 0      | 0     | 0   |                           |              |
| 5   | Legion Pilzno              | 0 | 0 | 0 | 0 | 0      | 0      | 0     | 0   |                           |              |
| 6   | Karpaty Krosno             | 0 | 0 | 0 | 0 | 0      | 0      | 0     | 0   |                           |              |
| 7   | Stal Łańcut                | 0 | 0 | 0 | 0 | 0      | 0      | 0     | 0   |                           |              |
| 8   | Wisłok Wiśniowa            | 0 | 0 | 0 | 0 | 0      | 0      | 0     | 0   |                           |              |
| 9   | Cosmos Nowotaniec          | 0 | 0 | 0 | 0 | 0      | 0      | 0     | 0   |                           |              |
| 10  | Błękitni Ropczyce          | 0 | 0 | 0 | 0 | 0      | 0      | 0     | 0   |                           |              |
| 11  | Geo-Eko Ekoball Stal Sanok | 0 | 0 | 0 | 0 | 0      | 0      | 0     | 0   |                           |              |
| 12  | JKS Jarosław               | 0 | 0 | 0 | 0 | 0      | 0      | 0     | 0   |                           |              |
| 13  | Sokół Nisko                | 0 | 0 | 0 | 0 | 0      | 0      | 0     | 0   |                           |              |
| 14  | Igloopol Dębica            | 0 | 0 | 0 | 0 | 0      | 0      | 0     | 0   |                           |              |
| 15  | LKS Czeluśnica             | 0 | 0 | 0 | 0 | 0      | 0      | 0     | 0   | Spadek do klasy okręgowej |              |
| 16  | Czarni 1910 Jasło          | 0 | 0 | 0 | 0 | 0      | 0      | 0     | 0   | Spadek do klasy okręgowej |              |
| 17  | KS Wiązownica              | 0 | 0 | 0 | 0 | 0      | 0      | 0     | 0   | Spadek do klasy okręgowej |              |
| 18  | ŁKS Łowisko                | 0 | 0 | 0 | 0 | 0      | 0      | 0     | 0   | Spadek do klasy okręgowej |              |

## Grupa X (podlaska)

### Drużyny
| Uczestnicy poprzedniej edycji                                                                                 | Uczestnicy poprzedniej edycji | Uczestnicy poprzedniej edycji | Uczestnicy poprzedniej edycji |
| --- | ----------------------------- | ----------------------------- | ----------------------------- |
| ZMB | Olimpia Zambrów               | 21                            |                               |
| RWM | Ruch Wysokie Mazowieckie      | 3                             |                               |
| WAR | Warmia Grajewo                | 4                             |                               |
| TTK | Turośnianka Turośń Kościelna  | 5                             |                               |
| MBI | MOSP Białystok                | 6                             |                               |
| WIS | Wissa Szczuczyn               | 7                             |                               |
| TBP | Tur Bielsk Podlaski           | 8                             |                               |
| ŚNI | KS Śniadowo                   | 9                             |                               |
| MOŃ | Promień Mońki                 | 10                            |                               |
| SUP | Supraślanka Supraśl           | 11                            |                               |
| TYK | Hetman Tykocin                | 12                            |                               |
| KRK | Krypnianka Krypno             | 13                            |                               |
| KOL | Orzeł Kolno                   | 14                            |                               |
| CCB | Czarni Czarna Białostocka     | 15                            |                               |
| MIC | KS Michałowo                  | 16                            |                               |
| Awans z klasy okręgowej 2024/2025                                                                             |                               |                               |                               |
| grupa podlaska                                                                                                |                               |                               |                               |
| AUG | Sparta Augustów               | 1                             |                               |
| PBR | Pionier Brańsk                | 2                             |                               |
| LKR | LZS Krynki                    | 32                            |                               |
| Oznaczenia: - kolumna pierwsza – skróty nazw drużyn, - kolumna trzecia – miejsce zajęte w poprzednim sezonie. |                               |                               |                               |

Objaśnienia:
1. Olimpia Zambrów przegrał baraże o awans do III ligi z Ząbkovią Ząbki.
2. LZS Krynki wygrał baraże o awans do IV ligi z Orlętami Czyżew.

### Tabela
| Lp. | Drużyna                      | M | Z | R | P | Bramki | Bramki | Różn. | Pkt | Uwagi                     | Bezpośrednio |
| --- | ---------------------------- | - | - | - | - | ------ | ------ | ----- | --- | ------------------------- | ------------ |
| 1   | Ruch Wysokie Mazowieckie     | 0 | 0 | 0 | 0 | 0      | 0      | 0     | 0   | Awans do III ligi         |              |
| 2   | Wissa Szczuczyn              | 0 | 0 | 0 | 0 | 0      | 0      | 0     | 0   | Baraże o III ligę         |              |
| 3   | Sparta Augustów              | 0 | 0 | 0 | 0 | 0      | 0      | 0     | 0   |                           |              |
| 4   | Olimpia Zambrów              | 0 | 0 | 0 | 0 | 0      | 0      | 0     | 0   |                           |              |
| 5   | KS Michałowo                 | 0 | 0 | 0 | 0 | 0      | 0      | 0     | 0   |                           |              |
| 6   | MOSP Białystok               | 0 | 0 | 0 | 0 | 0      | 0      | 0     | 0   |                           |              |
| 7   | Hetman Tykocin               | 0 | 0 | 0 | 0 | 0      | 0      | 0     | 0   |                           |              |
| 8   | Pionier Brańsk               | 0 | 0 | 0 | 0 | 0      | 0      | 0     | 0   |                           |              |
| 9   | Orzeł Kolno                  | 0 | 0 | 0 | 0 | 0      | 0      | 0     | 0   |                           |              |
| 10  | Tur Bielsk Podlaski          | 0 | 0 | 0 | 0 | 0      | 0      | 0     | 0   |                           |              |
| 11  | Turośnianka Turośń Kościelna | 0 | 0 | 0 | 0 | 0      | 0      | 0     | 0   |                           |              |
| 12  | Warmia Grajewo               | 0 | 0 | 0 | 0 | 0      | 0      | 0     | 0   |                           |              |
| 13  | Promień Mońki                | 0 | 0 | 0 | 0 | 0      | 0      | 0     | 0   |                           |              |
| 14  | KS Śniadowo                  | 0 | 0 | 0 | 0 | 0      | 0      | 0     | 0   |                           |              |
| 15  | Krypnianka Krypno            | 0 | 0 | 0 | 0 | 0      | 0      | 0     | 0   | Baraże o utrzymanie       |              |
| 16  | Supraślanka Supraśl          | 0 | 0 | 0 | 0 | 0      | 0      | 0     | 0   | Spadek do klasy okręgowej |              |
| 17  | Czarni Czarna Białostocka    | 0 | 0 | 0 | 0 | 0      | 0      | 0     | 0   | Spadek do klasy okręgowej |              |
| 18  | LZS Krynki                   | 0 | 0 | 0 | 0 | 0      | 0      | 0     | 0   | Spadek do klasy okręgowej |              |

## Grupa XI (pomorska)

### Drużyny
| Uczestnicy poprzedniej edycji                                                                                 | Uczestnicy poprzedniej edycji | Uczestnicy poprzedniej edycji | Uczestnicy poprzedniej edycji |
| --- | ----------------------------- | ----------------------------- | ----------------------------- |
| NOS | Grom Nowy Staw                | 21                            |                               |
| JAG | Jaguar Gdańsk                 | 3                             |                               |
| KPS | KP Starogard Gdański          | 4                             |                               |
| CC2 | Chojniczanka II Chojnice      | 5                             |                               |
| AGA | Anioły Garczegorze            | 6                             |                               |
| CPG | Czarni Pruszcz Gdański        | 7                             |                               |
| MAL | Pomezania Malbork             | 8                             |                               |
| LĘB | Pogoń Lębork                  | 9                             |                               |
| GRW | Gryf Wejherowo                | 10                            |                               |
| PEL | Wierzyca Pelplin              | 11                            |                               |
| BYT | Bytovia Bytów                 | 12                            |                               |
| GNI | Stolem Gniewino               | 13                            |                               |
| Spadek z III ligi 2024/2025                                                                                   |                               |                               |                               |
| grupa II |                               |                               |                               |
| GGD | Gedania Gdańsk                | 16                            |                               |
| GRS | Gryf Słupsk                   | 172                           |                               |
| Awans z klasy okręgowej 2024/2025                                                                             |                               |                               |                               |
| grupa Gdańsk I                                                                                                |                               |                               |                               |
| AR2 | Arka II Gdynia                | 1                             |                               |
| SBW | Sokół Bożepole Wielkie        | 23                            |                               |
| grupa Gdańsk II                                                                                               |                               |                               |                               |
| DZI | Powiśle Dzierzgoń             | 1                             |                               |
| grupa Słupsk                                                                                                  |                               |                               |                               |
| CZŁ | Piast Człuchów                | 2                             |                               |
| Oznaczenia: - kolumna pierwsza – skróty nazw drużyn, - kolumna trzecia – miejsce zajęte w poprzednim sezonie. |                               |                               |                               |

Objaśnienia:
1. Grom Nowy Staw przegrał baraże o awans do III ligi z Victorią Września.
2. Ze względu na spadek Gryfa Słupsk do IV ligi ich rezerwy nie były uprawnione do awansu, w związku z czym awans uzyskał wicemistrz grupy słupskiej – Piast Człuchów – bez konieczności gry w barażach.
3. Sokół Bożepole Wielkie wygrał dwustopniowe baraże o awans do IV ligi.

### Tabela
| Lp. | Drużyna                  | M | Z | R | P | Bramki | Bramki | Różn. | Pkt | Uwagi                     | Bezpośrednio |
| --- | ------------------------ | - | - | - | - | ------ | ------ | ----- | --- | ------------------------- | ------------ |
| 1   | Powiśle Dzierzgoń        | 0 | 0 | 0 | 0 | 0      | 0      | 0     | 0   | Awans do III ligi         |              |
| 2   | Czarni Pruszcz Gdański   | 0 | 0 | 0 | 0 | 0      | 0      | 0     | 0   | Baraże o III ligę         |              |
| 3   | Pomezania Malbork        | 0 | 0 | 0 | 0 | 0      | 0      | 0     | 0   |                           |              |
| 4   | Wierzyca Pelplin         | 0 | 0 | 0 | 0 | 0      | 0      | 0     | 0   |                           |              |
| 5   | Piast Człuchów           | 0 | 0 | 0 | 0 | 0      | 0      | 0     | 0   |                           |              |
| 6   | Sokół Bożepole Wielkie   | 0 | 0 | 0 | 0 | 0      | 0      | 0     | 0   |                           |              |
| 7   | Pogoń Lębork             | 0 | 0 | 0 | 0 | 0      | 0      | 0     | 0   |                           |              |
| 8   | Arka II Gdynia           | 0 | 0 | 0 | 0 | 0      | 0      | 0     | 0   |                           |              |
| 9   | Chojniczanka II Chojnice | 0 | 0 | 0 | 0 | 0      | 0      | 0     | 0   |                           |              |
| 10  | Gryf Słupsk              | 0 | 0 | 0 | 0 | 0      | 0      | 0     | 0   |                           |              |
| 11  | Anioły Garczegorze       | 0 | 0 | 0 | 0 | 0      | 0      | 0     | 0   |                           |              |
| 12  | Stolem Gniewino          | 0 | 0 | 0 | 0 | 0      | 0      | 0     | 0   |                           |              |
| 13  | KP Starogard Gdański     | 0 | 0 | 0 | 0 | 0      | 0      | 0     | 0   |                           |              |
| 14  | Grom Nowy Staw           | 0 | 0 | 0 | 0 | 0      | 0      | 0     | 0   |                           |              |
| 15  | Gedania Gdańsk           | 0 | 0 | 0 | 0 | 0      | 0      | 0     | 0   |                           |              |
| 16  | Jaguar Gdańsk            | 0 | 0 | 0 | 0 | 0      | 0      | 0     | 0   | Spadek do klasy okręgowej |              |
| 17  | Bytovia Bytów            | 0 | 0 | 0 | 0 | 0      | 0      | 0     | 0   | Spadek do klasy okręgowej |              |
| 18  | Gryf Wejherowo           | 0 | 0 | 0 | 0 | 0      | 0      | 0     | 0   | Spadek do klasy okręgowej |              |

## Grupa XII (śląska)

### Drużyny
| Uczestnicy poprzedniej edycji                                                                                 | Uczestnicy poprzedniej edycji | Uczestnicy poprzedniej edycji | Uczestnicy poprzedniej edycji |
| --- | ----------------------------- | ----------------------------- | ----------------------------- |
| RA2 | Raków II Częstochowa          | 21                            |                               |
| DZB | Drama Zbrosławice             | 3                             |                               |
| RRA | Ruch Radzionków               | 4                             |                               |
| ROW | ROW 1964 Rybnik               | 5                             |                               |
| LBE | LKS Bełk                      | 6                             |                               |
| ROZ | Rozwój Katowice               | 7                             |                               |
| PI2 | Piast II Gliwice              | 8                             |                               |
| VCZ | Victoria Częstochowa          | 9                             |                               |
| GTA | Gwarek Tarnowskie Góry        | 10                            |                               |
| SPL | Spójnia Landek                | 11                            |                               |
| KUŹ | Kuźnia Ustroń                 | 12                            |                               |
| SIE | Przemsza Siewierz             | 13                            |                               |
| PŁG | Polonia Łaziska Górne         | 14                            |                               |
| Spadek z III ligi 2024/2025                                                                                   |                               |                               |                               |
| grupa III |                               |                               |                               |
| PKA | Podlesianka Katowice          | 14                            |                               |
| UTU | Unia Turza Śląska             | 16                            |                               |
| Awans z V ligi 2024/2025                                                                                      |                               |                               |                               |
| grupa śląska I                                                                                                |                               |                               |                               |
| SZO | Szombierki Bytom              | 1                             |                               |
| ZKL | Znicz Kłobuck                 | 2                             |                               |
| grupa śląska II                                                                                               |                               |                               |                               |
| ŁĘK | Orzeł Łękawica                | 1                             |                               |
| Oznaczenia: - kolumna pierwsza – skróty nazw drużyn, - kolumna trzecia – miejsce zajęte w poprzednim sezonie. |                               |                               |                               |

Objaśnienia:
1. Raków II Częstochowa przegrał baraże o awans do III ligi z Baryczą Sułów.
2. Znicz Kłobuck wygrał dwustopniowe baraże o awans do IV ligi.

### Tabela
| Lp. | Drużyna                | M | Z | R | P | Bramki | Bramki | Różn. | Pkt | Uwagi             | Bezpośrednio |
| --- | ---------------------- | - | - | - | - | ------ | ------ | ----- | --- | ----------------- | ------------ |
| 1   | Podlesianka Katowice   | 0 | 0 | 0 | 0 | 0      | 0      | 0     | 0   | Awans do III ligi |              |
| 2   | Unia Turza Śląska      | 0 | 0 | 0 | 0 | 0      | 0      | 0     | 0   | Baraże o III ligę |              |
| 3   | Raków II Częstochowa   | 0 | 0 | 0 | 0 | 0      | 0      | 0     | 0   |                   |              |
| 4   | Drama Zbrosławice      | 0 | 0 | 0 | 0 | 0      | 0      | 0     | 0   |                   |              |
| 5   | Ruch Radzionków        | 0 | 0 | 0 | 0 | 0      | 0      | 0     | 0   |                   |              |
| 6   | ROW 1964 Rybnik        | 0 | 0 | 0 | 0 | 0      | 0      | 0     | 0   |                   |              |
| 7   | LKS Bełk               | 0 | 0 | 0 | 0 | 0      | 0      | 0     | 0   |                   |              |
| 8   | Rozwój Katowice        | 0 | 0 | 0 | 0 | 0      | 0      | 0     | 0   |                   |              |
| 9   | Piast II Gliwice       | 0 | 0 | 0 | 0 | 0      | 0      | 0     | 0   |                   |              |
| 10  | Victoria Częstochowa   | 0 | 0 | 0 | 0 | 0      | 0      | 0     | 0   |                   |              |
| 11  | Gwarek Tarnowskie Góry | 0 | 0 | 0 | 0 | 0      | 0      | 0     | 0   |                   |              |
| 12  | Spójnia Landek         | 0 | 0 | 0 | 0 | 0      | 0      | 0     | 0   |                   |              |
| 13  | Kuźnia Ustroń          | 0 | 0 | 0 | 0 | 0      | 0      | 0     | 0   |                   |              |
| 14  | Przemsza Siewierz      | 0 | 0 | 0 | 0 | 0      | 0      | 0     | 0   |                   |              |
| 15  | Polonia Łaziska Górne  | 0 | 0 | 0 | 0 | 0      | 0      | 0     | 0   |                   |              |
| 16  | Szombierki Bytom       | 0 | 0 | 0 | 0 | 0      | 0      | 0     | 0   | Spadek do V ligi  |              |
| 17  | Znicz Kłobuck          | 0 | 0 | 0 | 0 | 0      | 0      | 0     | 0   | Spadek do V ligi  |              |
| 18  | Orzeł Łękawica         | 0 | 0 | 0 | 0 | 0      | 0      | 0     | 0   | Spadek do V ligi  |              |

## Grupa XIII (świętokrzyska)

### Drużyny
| Uczestnicy poprzedniej edycji                                                                                 | Uczestnicy poprzedniej edycji | Uczestnicy poprzedniej edycji | Uczestnicy poprzedniej edycji |
| --- | ----------------------------- | ----------------------------- | ----------------------------- |
| BUS | AKS 1947 Busko-Zdrój          | 3                             |                               |
| ORK | Orlęta Kielce                 | 5                             |                               |
| ALO | Alit Ożarów                   | 6                             |                               |
| SDA | Spartakus Daleszyce           | 7                             |                               |
| NOW | GKS Nowiny                    | 8                             |                               |
| MOR | Moravia Morawica              | 9                             |                               |
| WŁO | Hetman Włoszczowa             | 10                            |                               |
| NKO | Neptun Końskie                | 11                            |                               |
| KLI | Klimontowianka Klimontów      | 12                            |                               |
| PAW | Arka Pawłów                   | 14                            |                               |
| RUD | GKS Rudki                     | 15                            |                               |
| PST | Pogoń 1945 Staszów            | 16                            |                               |
| WMA | Wierna Małogoszcz             | 171                           |                               |
| GSK | Granat Skarżysko-Kamienna     | 182                           |                               |
| Awans z klasy okręgowej 2024/2025                                                                             |                               |                               |                               |
| grupa świętokrzyska                                                                                           |                               |                               |                               |
| VSK | Victoria Skalbmierz           | 1                             |                               |
| PIA | Piaskowianka Piaski           | 2                             |                               |
| ORS | Orlicz Suchedniów             | 3                             |                               |
| Oznaczenia: - kolumna pierwsza – skróty nazw drużyn, - kolumna trzecia – miejsce zajęte w poprzednim sezonie. |                               |                               |                               |

| Uczestnicy dołączeni do ligi | Uczestnicy dołączeni do ligi | Uczestnicy dołączeni do ligi |
| ---------------------------- | ---------------------------- | ---------------------------- |
| KO3                          | Korona III Kielce            | -3                           |

Objaśnienia:
1. Łysica Bodzentyn wycofała się po zakończeniu sezonu, w związku z czym utrzymała się Wierna Małogoszcz[5].
2. Naprzód Jędrzejów wygrał baraże o awans do III ligi, a ŁKS Łagów wycofał się po zakończeniu rozgrywek, w związku z czym utrzymał się Granat Skarżysko-Kamienna[6].
3. Korona III Kielce została dokooptowana do rozgrywek[7].

### Tabela
| Lp. | Drużyna                   | M | Z | R | P | Bramki | Bramki | Różn. | Pkt | Uwagi                     | Bezpośrednio |
| --- | ------------------------- | - | - | - | - | ------ | ------ | ----- | --- | ------------------------- | ------------ |
| 1   | AKS 1947 Busko-Zdrój      | 0 | 0 | 0 | 0 | 0      | 0      | 0     | 0   | Awans do III ligi         |              |
| 2   | Orlęta Kielce             | 0 | 0 | 0 | 0 | 0      | 0      | 0     | 0   | Baraże o III ligę         |              |
| 3   | Alit Ożarów               | 0 | 0 | 0 | 0 | 0      | 0      | 0     | 0   |                           |              |
| 4   | Spartakus Daleszyce       | 0 | 0 | 0 | 0 | 0      | 0      | 0     | 0   |                           |              |
| 5   | GKS Nowiny                | 0 | 0 | 0 | 0 | 0      | 0      | 0     | 0   |                           |              |
| 6   | Moravia Morawica          | 0 | 0 | 0 | 0 | 0      | 0      | 0     | 0   |                           |              |
| 7   | Hetman Włoszczowa         | 0 | 0 | 0 | 0 | 0      | 0      | 0     | 0   |                           |              |
| 8   | Neptun Końskie            | 0 | 0 | 0 | 0 | 0      | 0      | 0     | 0   |                           |              |
| 9   | Klimontowianka Klimontów  | 0 | 0 | 0 | 0 | 0      | 0      | 0     | 0   |                           |              |
| 10  | Arka Pawłów               | 0 | 0 | 0 | 0 | 0      | 0      | 0     | 0   |                           |              |
| 11  | GKS Rudki                 | 0 | 0 | 0 | 0 | 0      | 0      | 0     | 0   |                           |              |
| 12  | Pogoń 1945 Staszów        | 0 | 0 | 0 | 0 | 0      | 0      | 0     | 0   |                           |              |
| 13  | Wierna Małogoszcz         | 0 | 0 | 0 | 0 | 0      | 0      | 0     | 0   |                           |              |
| 14  | Granat Skarżysko-Kamienna | 0 | 0 | 0 | 0 | 0      | 0      | 0     | 0   |                           |              |
| 15  | Victoria Skalbmierz       | 0 | 0 | 0 | 0 | 0      | 0      | 0     | 0   |                           |              |
| 16  | Piaskowianka Piaski       | 0 | 0 | 0 | 0 | 0      | 0      | 0     | 0   |                           |              |
| 17  | Orlicz Suchedniów         | 0 | 0 | 0 | 0 | 0      | 0      | 0     | 0   | Spadek do klasy okręgowej |              |
| 18  | Korona III Kielce         | 0 | 0 | 0 | 0 | 0      | 0      | 0     | 0   | Spadek do klasy okręgowej |              |

## Grupa XIV (warmińsko-mazurska)

### Drużyny
| Uczestnicy poprzedniej edycji                                                                                 | Uczestnicy poprzedniej edycji | Uczestnicy poprzedniej edycji | Uczestnicy poprzedniej edycji |
| --- | ----------------------------- | ----------------------------- | ----------------------------- |
| STN | Start Nidzica                 | 21                            |                               |
| BIS | Tęcza Biskupiec               | 3                             |                               |
| ROM | Rominta Gołdap                | 4                             |                               |
| SOS | Sokół Ostróda                 | 5                             |                               |
| DKS | DKS Dobre Miasto              | 6                             |                               |
| CON | Concordia Elbląg              | 7                             |                               |
| MRĄ | Mrągowia Mrągowo              | 8                             |                               |
| KĘT | Granica Kętrzyn               | 9                             |                               |
| MAM | Mamry Giżycko                 | 10                            |                               |
| OL2 | Olimpia II Elbląg             | 11                            |                               |
| PIS | Pisa Barczewo                 | 122                           |                               |
| EŁK | Mazur Ełk                     | 133                           |                               |
| Spadek z III ligi 2024/2025                                                                                   |                               |                               |                               |
| grupa I |                               |                               |                               |
| STO | Stomil Olsztyn                | 14                            |                               |
| PLW | Polonia Lidzbark Warmiński    | 16                            |                               |
| Awans z klasy okręgowej 2024/2025                                                                             |                               |                               |                               |
| grupa warmińsko-mazurska I                                                                                    |                               |                               |                               |
| GST | GKS Stawiguda                 | 1                             |                               |
| grupa warmińsko-mazurska II                                                                                   |                               |                               |                               |
| DRW | Drwęca Nowe Miasto Lubawskie  | 1                             |                               |
| Oznaczenia: - kolumna pierwsza – skróty nazw drużyn, - kolumna trzecia – miejsce zajęte w poprzednim sezonie. |                               |                               |                               |

Objaśnienia:
1. Start Nidzica przegrała baraże o awans do III ligi z Olimpią Zambrów.
2. Pisa Barczewo wygrał baraże o utrzymanie w IV lidze z Ossą Biskupiec Pomorski.
3. Mazur Ełk wygrał baraże o utrzymanie w IV lidze z Czarnymi Olecko.

### Tabela
| Lp. | Drużyna                      | M | Z | R | P | Bramki | Bramki | Różn. | Pkt | Uwagi                     | Bezpośrednio |
| --- | ---------------------------- | - | - | - | - | ------ | ------ | ----- | --- | ------------------------- | ------------ |
| 1   | Polonia Lidzbark Warmiński   | 0 | 0 | 0 | 0 | 0      | 0      | 0     | 0   | Awans do III ligi         |              |
| 2   | Pisa Barczewo                | 0 | 0 | 0 | 0 | 0      | 0      | 0     | 0   | Baraże o III ligę         |              |
| 3   | Drwęca Nowe Miasto Lubawskie | 0 | 0 | 0 | 0 | 0      | 0      | 0     | 0   |                           |              |
| 4   | GKS Stawiguda                | 0 | 0 | 0 | 0 | 0      | 0      | 0     | 0   |                           |              |
| 5   | Concordia Elbląg             | 0 | 0 | 0 | 0 | 0      | 0      | 0     | 0   |                           |              |
| 6   | DKS Dobre Miasto             | 0 | 0 | 0 | 0 | 0      | 0      | 0     | 0   |                           |              |
| 7   | Mamry Giżycko                | 0 | 0 | 0 | 0 | 0      | 0      | 0     | 0   |                           |              |
| 8   | Start Nidzica                | 0 | 0 | 0 | 0 | 0      | 0      | 0     | 0   |                           |              |
| 9   | Olimpia II Elbląg            | 0 | 0 | 0 | 0 | 0      | 0      | 0     | 0   |                           |              |
| 10  | Mrągowia Mrągowo             | 0 | 0 | 0 | 0 | 0      | 0      | 0     | 0   |                           |              |
| 11  | Tęcza Biskupiec              | 0 | 0 | 0 | 0 | 0      | 0      | 0     | 0   |                           |              |
| 12  | Rominta Gołdap               | 0 | 0 | 0 | 0 | 0      | 0      | 0     | 0   |                           |              |
| 15  | Stomil Olsztyn               | 0 | 0 | 0 | 0 | 0      | 0      | 0     | 0   | Baraże o utrzymanie       |              |
| 16  | Sokół Ostróda                | 0 | 0 | 0 | 0 | 0      | 0      | 0     | 0   | Baraże o utrzymanie       |              |
| 17  | Granica Kętrzyn              | 0 | 0 | 0 | 0 | 0      | 0      | 0     | 0   | Spadek do klasy okręgowej |              |
| 18  | Mazur Ełk                    | 0 | 0 | 0 | 0 | 0      | 0      | 0     | 0   | Spadek do klasy okręgowej |              |

## Grupa XV (wielkopolska)

### Drużyny
| Uczestnicy poprzedniej edycji                                                                                 | Uczestnicy poprzedniej edycji     | Uczestnicy poprzedniej edycji | Uczestnicy poprzedniej edycji |
| --- | --------------------------------- | ----------------------------- | ----------------------------- |
| PLE | Polonia 1912 Leszno               | 3                             |                               |
| KOŚ | Obra Kościan                      | 4                             |                               |
| NLB | Nielba Wągrowiec                  | 5                             |                               |
| MGN | Mieszko Gniezno                   | 6                             |                               |
| CHO | Polonia Chodzież                  | 7                             |                               |
| WLP | Wiara Lecha Poznań                | 8                             |                               |
| PGO | Polonia Golina                    | 9                             |                               |
| PIA | Korona Piaski                     | 10                            |                               |
| HPO | Huragan Pobiedziska               | 11                            |                               |
| GOŁ | LKS Gołuchów                      | 12                            |                               |
| PIK | Piast Kobylnica                   | 13                            |                               |
| OST | Ostrovia 1909 Ostrów Wielkopolski | 14                            |                               |
| WŚR | Warta Śrem                        | 152                           |                               |
| Spadek z III ligi 2024/2025                                                                                   |                                   |                               |                               |
| grupa II |                                   |                               |                               |
| KOR | Kotwica Kórnik                    | 15                            |                               |
| Awans z V ligi 2024/2025                                                                                      |                                   |                               |                               |
| grupa wielkopolska I                                                                                          |                                   |                               |                               |
| MIĘ | Warta Międzychód                  | 1                             |                               |
| grupa wielkopolska II                                                                                         |                                   |                               |                               |
| GKN | Górnik Konin                      | 1                             |                               |
| grupa wielkopolska III                                                                                        |                                   |                               |                               |
| ZEF | Zefka Kobyla Góra                 | 1                             |                               |
| GOS | Kania Gostyń                      | 21                            |                               |
| Oznaczenia: - kolumna pierwsza – skróty nazw drużyn, - kolumna trzecia – miejsce zajęte w poprzednim sezonie. |                                   |                               |                               |

Objaśnienia:
1. Kania Gostyń wygrała dwustopniowe baraże o awans do IV ligi.
2. Ze względu na awans po barażach Victorii Wrześni do III ligi w IV lidze utrzymała się Warta Śrem (pomimo porażki w barażach o utrzymanie)[8].

### Tabela
| Lp. | Drużyna                           | M | Z | R | P | Bramki | Bramki | Różn. | Pkt | Uwagi             | Bezpośrednio |
| --- | --------------------------------- | - | - | - | - | ------ | ------ | ----- | --- | ----------------- | ------------ |
| 1   | Zefka Kobyla Góra                 | 0 | 0 | 0 | 0 | 0      | 0      | 0     | 0   | Awans do III ligi |              |
| 2   | Obra Kościan                      | 0 | 0 | 0 | 0 | 0      | 0      | 0     | 0   | Baraże o III ligę |              |
| 3   | Górnik Konin                      | 0 | 0 | 0 | 0 | 0      | 0      | 0     | 0   |                   |              |
| 4   | Korona Piaski                     | 0 | 0 | 0 | 0 | 0      | 0      | 0     | 0   |                   |              |
| 5   | Ostrovia 1909 Ostrów Wielkopolski | 0 | 0 | 0 | 0 | 0      | 0      | 0     | 0   |                   |              |
| 6   | Polonia 1912 Leszno               | 0 | 0 | 0 | 0 | 0      | 0      | 0     | 0   |                   |              |
| 7   | Huragan Pobiedziska               | 0 | 0 | 0 | 0 | 0      | 0      | 0     | 0   |                   |              |
| 8   | LKS Gołuchów                      | 0 | 0 | 0 | 0 | 0      | 0      | 0     | 0   |                   |              |
| 9   | Polonia Chodzież                  | 0 | 0 | 0 | 0 | 0      | 0      | 0     | 0   |                   |              |
| 10  | Nielba Wągrowiec                  | 0 | 0 | 0 | 0 | 0      | 0      | 0     | 0   |                   |              |
| 11  | Wiara Lecha Poznań                | 0 | 0 | 0 | 0 | 0      | 0      | 0     | 0   |                   |              |
| 12  | Polonia Golina                    | 0 | 0 | 0 | 0 | 0      | 0      | 0     | 0   |                   |              |
| 13  | Kania Gostyń                      | 0 | 0 | 0 | 0 | 0      | 0      | 0     | 0   |                   |              |
| 14  | Mieszko Gniezno                   | 0 | 0 | 0 | 0 | 0      | 0      | 0     | 0   |                   |              |
| 15  | Piast Kobylnica                   | 0 | 0 | 0 | 0 | 0      | 0      | 0     | 0   |                   |              |
| 16  | Warta Międzychód                  | 0 | 0 | 0 | 0 | 0      | 0      | 0     | 0   | Spadek do V ligi  |              |
| 17  | Warta Śrem                        | 0 | 0 | 0 | 0 | 0      | 0      | 0     | 0   | Spadek do V ligi  |              |
| 18  | Kotwica Kórnik                    | 0 | 0 | 0 | 0 | 0      | 0      | 0     | 0   | Spadek do V ligi  |              |

## Grupa XVI (zachodniopomorska)

### Drużyny
| Uczestnicy poprzedniej edycji                                                                                 | Uczestnicy poprzedniej edycji | Uczestnicy poprzedniej edycji | Uczestnicy poprzedniej edycji |
| --- | ----------------------------- | ----------------------------- | ----------------------------- |
| BSĄ | Biali Sądów                   | 21                            |                               |
| BAK | Bałtyk Koszalin               | 3                             |                               |
| ISM | Iskierka Śmierdnica           | 4                             |                               |
| DĄB | Dąb Dębno                     | 5                             |                               |
| GWK | Gwardia Koszalin              | 6                             |                               |
| BŁ2 | Błękitni II Stargard          | 7                             |                               |
| GOL | Ina Goleniów                  | 8                             |                               |
| SPG | Sparta Gryfice                | 9                             |                               |
| SZC | MKP Szczecinek                | 10                            |                               |
| MBO | Mechanik Bobolice             | 11                            |                               |
| CHP | Chemik Police                 | 12                            |                               |
| OWA | Orzeł Wałcz                   | 13                            |                               |
| GAV | Gavia Choszczno               | 14                            |                               |
| DDA | Darłovia Darłowo              | 152                           |                               |
| Awans z klasy okręgowej 2024/2025                                                                             |                               |                               |                               |
| grupa zachodniopomorska I                                                                                     |                               |                               |                               |
| GRY | Gryf Kamień Pomorski          | 1                             |                               |
| grupa zachodniopomorska II                                                                                    |                               |                               |                               |
| ŚW2 | Świt II Szczecin              | 1                             |                               |
| grupa zachodniopomorska III                                                                                   |                               |                               |                               |
| AST | Astra Ustronie Morskie        | 1                             |                               |
| grupa zachodniopomorska IV                                                                                    |                               |                               |                               |
| INA | Ina Ińsko                     | 1                             |                               |
| Oznaczenia: - kolumna pierwsza – skróty nazw drużyn, - kolumna trzecia – miejsce zajęte w poprzednim sezonie. |                               |                               |                               |

Objaśnienia:
1. Biali Sądów przegrała baraże o awans do III ligi z Victorią Września.
2. Darłovia Darłowo wygrała baraże o utrzymanie w IV lidze.

### Tabela
| Lp. | Drużyna                | M | Z | R | P | Bramki | Bramki | Różn. | Pkt | Uwagi                     | Bezpośrednio |
| --- | ---------------------- | - | - | - | - | ------ | ------ | ----- | --- | ------------------------- | ------------ |
| 1   | Świt II Szczecin       | 0 | 0 | 0 | 0 | 0      | 0      | 0     | 0   | Awans do III ligi         |              |
| 2   | Błękitni II Stargard   | 0 | 0 | 0 | 0 | 0      | 0      | 0     | 0   | Baraże o III ligę         |              |
| 3   | Gryf Kamień Pomorski   | 0 | 0 | 0 | 0 | 0      | 0      | 0     | 0   |                           |              |
| 4   | Gavia Choszczno        | 0 | 0 | 0 | 0 | 0      | 0      | 0     | 0   |                           |              |
| 5   | Ina Ińsko              | 0 | 0 | 0 | 0 | 0      | 0      | 0     | 0   |                           |              |
| 6   | Astra Ustronie Morskie | 0 | 0 | 0 | 0 | 0      | 0      | 0     | 0   |                           |              |
| 7   | Sparta Gryfice         | 0 | 0 | 0 | 0 | 0      | 0      | 0     | 0   |                           |              |
| 8   | Iskierka Śmierdnica    | 0 | 0 | 0 | 0 | 0      | 0      | 0     | 0   |                           |              |
| 9   | MKP Szczecinek         | 0 | 0 | 0 | 0 | 0      | 0      | 0     | 0   |                           |              |
| 10  | Mechanik Bobolice      | 0 | 0 | 0 | 0 | 0      | 0      | 0     | 0   |                           |              |
| 11  | Chemik Police          | 0 | 0 | 0 | 0 | 0      | 0      | 0     | 0   |                           |              |
| 12  | Bałtyk Koszalin        | 0 | 0 | 0 | 0 | 0      | 0      | 0     | 0   |                           |              |
| 13  | Darłovia Darłowo       | 0 | 0 | 0 | 0 | 0      | 0      | 0     | 0   |                           |              |
| 14  | Orzeł Wałcz            | 0 | 0 | 0 | 0 | 0      | 0      | 0     | 0   |                           |              |
| 15  | Dąb Dębno              | 0 | 0 | 0 | 0 | 0      | 0      | 0     | 0   |                           |              |
| 16  | Ina Goleniów           | 0 | 0 | 0 | 0 | 0      | 0      | 0     | 0   | Spadek do klasy okręgowej |              |
| 17  | Gwardia Koszalin       | 0 | 0 | 0 | 0 | 0      | 0      | 0     | 0   | Spadek do klasy okręgowej |              |
| 18  | Biali Sądów            | 0 | 0 | 0 | 0 | 0      | 0      | 0     | 0   | Spadek do klasy okręgowej |              |